# Villarrubio
Villarrubio ist eine Gemeinde (Municipio) und ein Dorf mit 213 Einwohnern (Stand: 2024) in der Provinz Cuenca in der Autonomen Region Kastilien-La Mancha. 

## Lage
Villarrubio liegt etwa 55 Kilometer westsüdwestlich von Cuenca in einer Höhe von ca. 825 m. Durch die Gemeinde führt die Autovía A-3.

## Bevölkerungsentwicklung
| 1970 | 1981 | 1991 | 2001 | 2011 | 2021 |
| ---- | ---- | ---- | ---- | ---- | ---- |
| 523  | 315  | 265  | 231  | 233  | 201  |

## Sehenswürdigkeiten

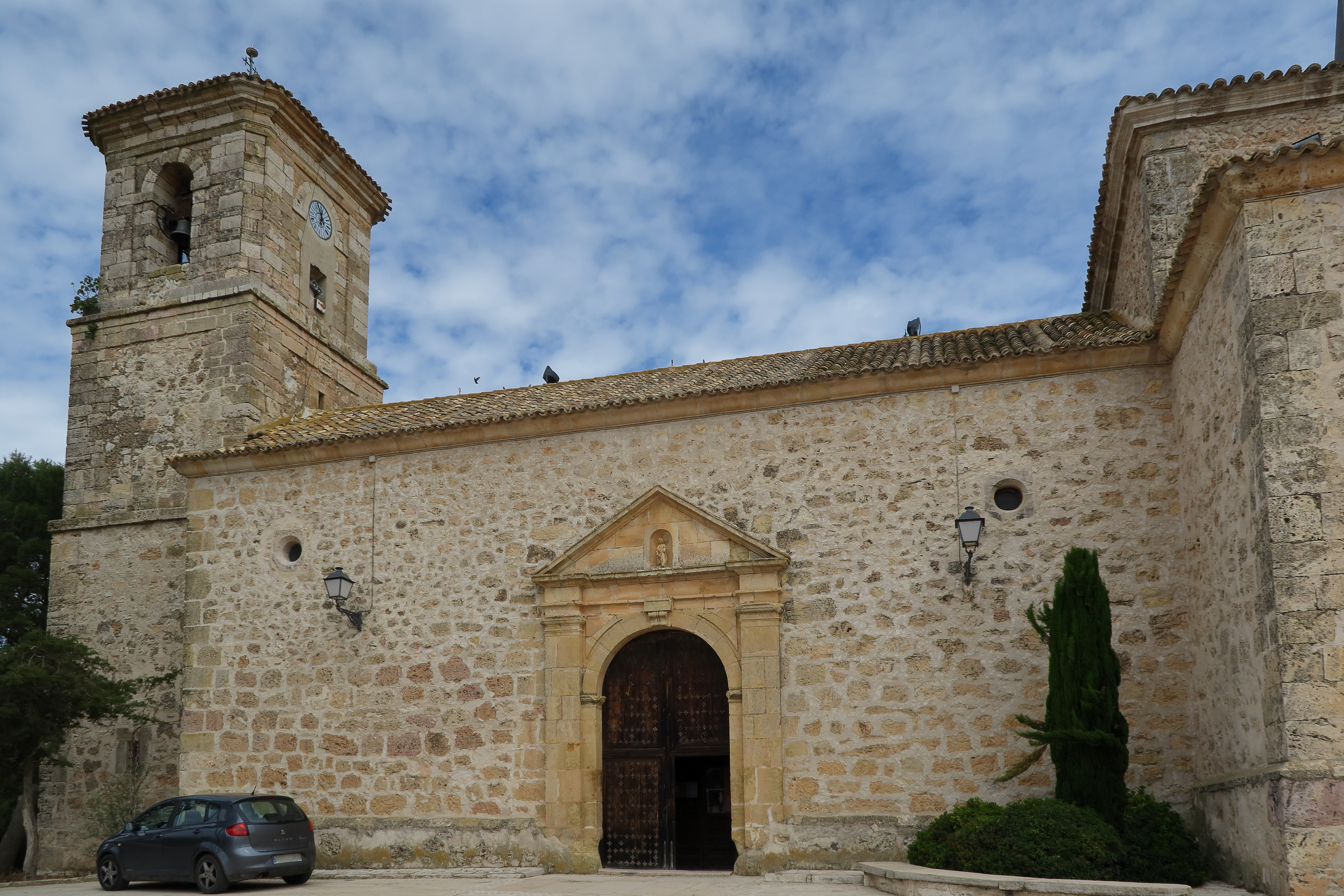
Marienkirche
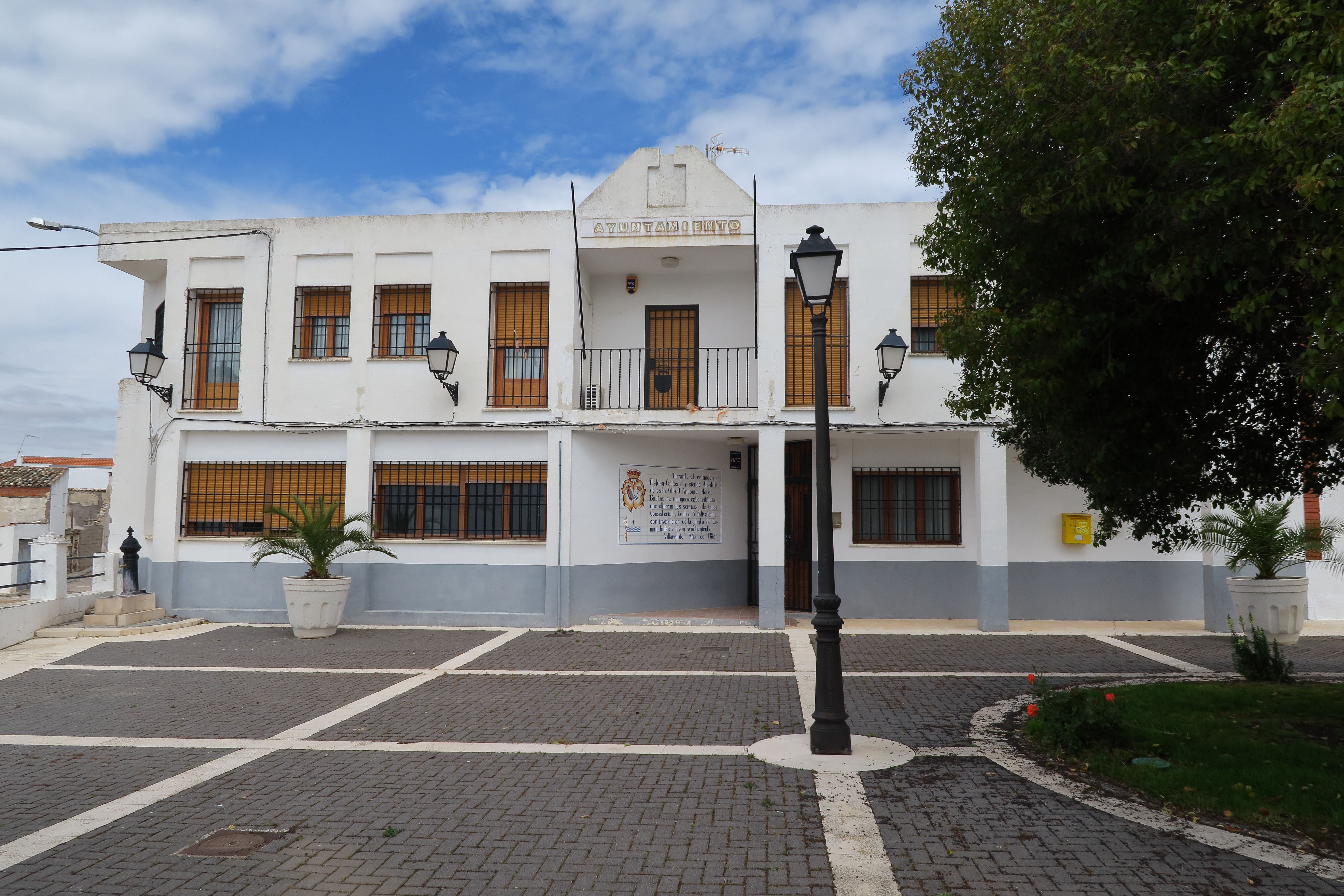
Rathaus

- Marienkirche
- Rathaus

## Persönlichkeiten
- Nino Bravo (eigentlich: Luis Manuel Ferri Llopis, 1944–1973), Sänger, hier bei einem Autounfall tödlich verunglückt